# Coleta de lixo

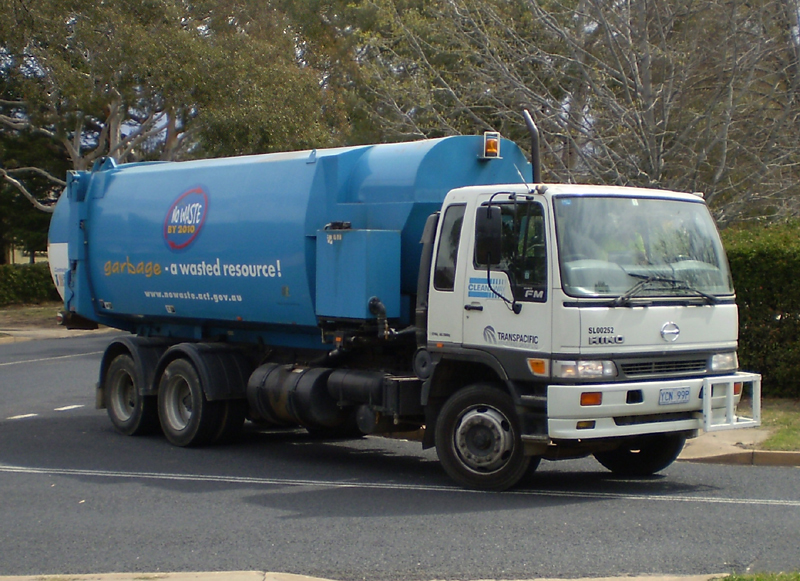
Caminhão de lixo com propaganda contra o desperdício

A coleta de lixo ou resíduos nas cidades é um serviço público a cargo das prefeituras municipais ou de empresas especializadas contratadas para essa finalidade. Esse material é direcionado para aterros sanitários, usinas de compostagem, incineradores, reciclagem ou similares.

## No Brasil
No Brasil, segundo estatísticas do IBGE, de 1999, cada habitante produz uma quantidade média diária de 500 gramas de lixo.
Segundo pesquisas, 35% dos materiais do lixo coletado podem ser objeto de reciclagem e igual quantidade transformada em adubo orgânico. Na atualidade, a maior parte é destinada aos lixões sem nenhum tratamento.